# Роберт де Тодени
Роберт де Тодени (англ. Robert de Todeni), также известный как Роберт де Тосни из Бельвуара (англ. Robert de Tosny of Belvoir); умер около 1093) — англонормандский барон. Судя по всему, происходил из младшей ветви нормандского рода Тосни. Роберт владел сеньориями Геми и Вели в современном французском кантоне Жизор (департамент Эр). В 1066 году участвовал в нормандском завоевании Англии, после чего получил ряд владений в королевстве, составивших феодальную баронию Бельвуар. После его смерти нормандские владения унаследовал старший сын, Беренгер, а английские — второй сын, Уильям (Гильом).

## Происхождение
Судя по всему, Роберт происходил из младшей ветви нормандского рода Тосни, который, согласно написанной в XI веке «Хронике архиепископов Руана», имел французское происхождение. Его родоначальником был Рауль, сын Гуго де Кавалькана и брат архиепископа Руана Гуго II де Кавалькана. Последний (умер в 989 году) имел французское происхождение; прежде, чем стать в 942 году архиепископом, он был монахом в Сен-Дени. В XII веке Ордерик Виталий на основании «Деяний герцогов Нормандии» Гильома Жюмьежского вывел происхождение Тосни от норманна Малахулка, дяди первого герцога Нормандии Роллона. Возможно, Тосни были связаны с Малахулком по женской линии — из его рода могла происходить мать Рауля.
Владения Тосни состояли из ряда больших поместий в Нормандии вокруг Конша, Тосни и Аквиньи, а также некоторых других земель, разбросанных к северу от Сены, в том числе и в Котантене. Один из представителей рода, Роже (Роджер) де Тосни, принимал участие в испанской реконкисте. Он упоминается в хрониках Адемара Шабанского и Клариуса Санского. Там упоминается, что Роджер около 1018 года женился на дочери графа Барселоны Рамона Борреля I. При этом, по мнению историка Кэтрин Китс-Роэн, в первой половине XI века жили двое представителей рода Тосни по имени Роджер: Роджер I, муж дочери графа Барселоны, и его племянник, Роджер II, сеньор Конша. Исследовательница считает, что именно Роджер I упоминается в «Церковной истории» Ордерика Виталия с прозвищем «Испанец», чтобы отличить от Роджера де Тосни, сеньора Конша. Существование двух Роджеров может объяснить, почему сеньор Конша, умерший около 1040 года, был в это время женат на нормандке Годехильде, в то время как дочь графа Барселоны в этот период была ещё жива.
По мнению Китс-Роэн, Роберт де Тодени мог быть сыном Роджера I Испанца и Стефании Барселонской.

## Биография
Впервые Роберт упоминается около 1060 года вместе с братом Беренгером Испанцем и племянником Жан де Лава в документе, записывающем договор с аббатством Мармутье. В Нормандии он владел сеньориями Геми и Вели в современном французском кантоне Жизор (департамент Эр).
В 1066 году Роберт участвовал в нормандском завоевании Англии, после чего получил ряд владений в королевстве. Согласно «Книге Страшного суда», он владел в качестве главного арендатора 77 поместьями в графствах Бакингемшир, Бедфордшир, Глостершир, Йоркшир, Лестершир, Линкольншир, Нортгемптоншир, Оксфордшир, Саффолк, Хартфордшир и Эссекс, а также 37 поместьями в графствах Глостершир, Лестершир, Линкольншир, Нортгемптоншир, Саффолк и Эссекс в качестве субарендатора. Там же в качестве арендатора упоминается и Беренгер, сын Роберта, который, возможно, получил поместья от отца.
В Бельвуаре в Линкольншире располагался одноимённый замок, ставший позже центром феодальной баронии Бельвуар. Неподалёку от него Роберт вместе с женой Аделаизой в 1076 году основал монастырь Бельвуар. Однако его светские обязанности не позволяли уделять строительству много времени, поэтому по совету архиепископа Кентерберийского Ланфранка передал монастырь в качестве ячейки аббатству Сент-Олбанс, настоятель которого и завершил строительство. Позже в капитуле монастыря были похоронены и Роберт, и его жена. Историк Юдит Грин считает, что, возможно, решение о подчинение Бельвуара Сент-Олбансу связано ещё и с тем, что предыдущий владелец поместья Бельвуар, Освульф, ранее передал часть земель аббатству.
Возможно, что Роберт был первым кастеляном Рокингемского замка.

## Наследство
Точный год смерти Роберта неизвестен. Историк И. Сандерс считал годом смерти 1088, однако К. Китс-Роэн указывает, что он умер около 1093 года.
После смерти владения Роберта были разделены между двумя сыновьями. Старший, Беренгер, унаследовал нормандские владения и некоторые английские поместья. Второй сын, Уильям, стал наследником основных английских владений, в том числе и феодальной баронии Бельвуар. Также некоторые владения получили дочери Роберта. Поскольку Беренгер и Уильям, а также их младший брат Джеффри, умерли, не оставив наследников, то их владения были разделены между наследниками дочерей. К 1166 году нормандские владения Роберта унаследовал Хью Биго, сын Аделизы де Тосни от брака с Роджером I Биго, а наследницей феодальной баронии Бельвуар стала его сестра Сесилия Биго, которая была замужем за Уильямом д’Обинье Брито.

## Брак и дети
Жена: Аделаиза (Адела). Дети:
- Беренгер де Тосни (умер после 1093), сеньор де Геми и де Вели с около 1093 года[1][3].
- Гильом (Уильям) де Тосни (после 1093), феодальный барон Бельвуар с около 1093 года[1][3].
- Джеффри де Тосни[1][3].
- Альбреда де Тосни; муж: Роберт д’Айл (умер после 1115/1118)[1].
- Аделиза де Тосни; муж: Роджер Биго (умер в 1107), шериф Норфолка и Саффолка[1][3].
- Агнес де Тосни; 1-й муж: Ральф де Бофур; 2-й муж: Юбер II де Ри (умер до 1127)[1][3].